# Willis C. Hawley
Willis Chatman Hawley, född 5 maj 1864 i Benton County i Oregon, död 24 juli 1941 i Salem i Oregon, var en amerikansk politiker (republikan). Han var rektor för Willamette University 1893–1902 och ledamot av USA:s representanthus 1907–1933.
Hawley efterträdde 1907 Binger Hermann som kongressledamot och efterträddes 1933 av James W. Mott.
Hawley avled 1941 och gravsattes på City View Cemetery i Salem.